# 神戸市立有野東小学校
神戸市立有野東小学校（こうべしりつありのひがししょうがっこう）は、兵庫県神戸市北区にあった市立の小学校である。

## 沿革
- 1973年4月 - 兵庫県立神戸北高等学校が開校前校舎を使用して開校
- 1974年
  - 4月1日 - 神戸市立有野台小学校から分離開校
  - 8月 - 神戸北高校が移転
- 2019年
  - 3月31日 - 有野台小学校との統合により廃校[1]
  - 4月1日 - 後身校の神戸市立ありの台小学校が設立[1]

## 教育目標
教育目標
- 豊かな心を育てる
- たくましい体をつくる
- 確かな学力をつける

教育努力目標
- すすんで挨拶する子ども
- 自ら楽しく体を動かす子ども
- よく聞き自分の思い伝える子ども

## 通学区域
- 神戸市北区
  - 有野台3丁目、4丁目、5丁目
  - 有野台6丁目（うち20・21番地）

## 進学先中学校
- 神戸市立有馬中学校

## 交通
- 神戸電鉄三田線岡場駅より
  - 阪急バス60系統 有野公園前下車 徒歩すぐ
- 神戸電鉄三田線五社駅より
  - 阪急バス63系統 有野台5丁目下車 徒歩すぐ